# وينفريد أشبي
وينفريد أشبي (بالإنجليزية: Winifred Ashby)‏ هي عالمة أمراض أمريكية، ولدت في 13 أكتوبر 1879 في لندن في المملكة المتحدة، وتوفيت في 19 يوليو 1975 في فانكوفر في كندا.